# België op het Eurovisiesongfestival 1967
België nam deel aan het Eurovisiesongfestival 1967 in de Oostenrijkse hoofdstad Wenen. Het was de 12e deelname van het land op het Eurovisiesongfestival. Louis Neefs vertegenwoordigde België in Wenen met het lied Ik heb zorgen. Hij eindigde op de 7e plaats met 8 punten.

## Selectieprocedure
Canzonissima 1967 was de Belgische preselectie. Canzonissima deed voor de tweede keer dienst als songfestivalvoorronde. Jan Theys presenteerde opnieuw negen voorrondes in het Amerikaans Theater volgens hetzelfde systeem als in 1963. De finale zelf was een erg vernuftig programma: eerst werden alle liedjes in een instrumentale versie vertolkt door het Televisieorkest, daarna waren er optredens van The King Brothers en de Nederlandse kandidate Thérèse Steinmetz en pas dan traden de zeven finalisten aan. Eigenlijk waren er acht liedjes geweest, maar Louis Neefs haalde zijn Jij was zo mooi zelf uit competitie. Aan het einde van het programma staken de vijftien juryleden elk een bordje omhoog met daarom hun favoriete nummer. Ik heb zorgen won met een verpletterende meerderheid van stemmen.
| Plaats | Artiest      | Lied                       | Punten |
| ------ | ------------ | -------------------------- | ------ |
| 1      | Louis Neefs  | Ik heb zorgen              | 11     |
| 2      | Ann Soetaert | Verlangen                  | 3      |
| 3      | Ronny Temmer | De ranke roos              | 1      |
| 4      | Kalinka      | De wind                    | 0      |
| 4      | Rita Deneve  | Die eerste kus             | 0      |
| 4      | Kalinka      | Een strand vol eenzaamheid | 0      |
| 4      | Chris Wijnen | Want ik hield van jou      | 0      |

1956 · 1957 · 1958 · 1959 · 1960 · 1961 · 1962 · 1963 · 1964 · 1965 · 1966 · 1967 · 1968 · 1969 · 1970 · 1971 · 1972 · 1973 · 1974· 1975 · 1976 · 1977 · 1978 · 1979 · 1980 · 1981 · 1982 · 1983 · 1984 · 1985 · 1986 · 1987 · 1988 · 1989 · 1990 · 1991 · 1992 · 1993 · 1994 · 1995 · 1996 · 1997 · 1998 · 1999 · 2000 · 2001 · 2002 · 2003 · 2004 · 2005 · 2006 · 2007 · 2008 · 2009 · 2010 · 2011 · 2012 · 2013 · 2014 · 2015 · 2016 · 2017 · 2018 · 2019 · 2020 · 2021 · 2022 · 2023 · 2024 · 2025